# Boiga cyanea
Espèce
Synonymes
- Triglyphodon cyaneum Duméril, Bibron & Duméril, 1854
- Dipsas nigromarginata Blyth, 1854
- Dipsas hexagonatus Blyth, 1856
- Dipsas bubalina Günther, 1864

Boiga cyanea  ou serpent vert aux yeux de chat est une espèce de serpents de la famille des Colubridae.
On l'appelle en Thaïlande งูเขียวบอน (Ngou Kiow Bon) ou bien งูเขียวดง (Ngou Kiow Dong).
C'est une couleuvre venimeuse mais elle n'est pas considérée comme dangereuse pour l'homme (aucun cas de décès n'a été enregistré).

## Répartition
Cette espèce se rencontre comme le serpent des palétuviers en Birmanie, au Bhoutan, au Cambodge, en République populaire de Chine (dans la province du Yunnan), en Inde (dans les États d'Assam, d'Arunachal Pradesh, du Bengale-Occidental, du Darjeeling, du Meghalaya et de Sikkim ainsi que dans les îles Nicobar), au Laos, dans l'ouest de la Malaisie, au Népal, en Thaïlande (y compris sur l'île de Phuket) et au Viêt Nam.

## Description
Boiga cyanea est vert ou vert à tête bleue à l'âge adulte. 
Les juvéniles sont orange voire rouge, puis deviennent bruns à tête verte. Ils prennent leur couleur définitive verte vers le 6ème mois. 
Dans leur description, les auteurs décrivent le spécimen étudié comme un serpent de couleur bleue sur le dessus et blanc jaunâtre sur le dessous. Ce spécimen mesurait 189 cm dont 46 cm pour la queue. Son tronc était 95 fois plus long que large, ce qui représenterait une largeur moyenne de 15 mm environ.

## Alimentation
Le serpent vert aux yeux de chat mange essentiellement des lézards, des grenouilles, des rongeurs et des oiseaux. Parfois il mange aussi des serpents autres que son espèce.

## Galerie

Serpents verts aux yeux de chat Boiga cyanea,  adultes et juvéniles
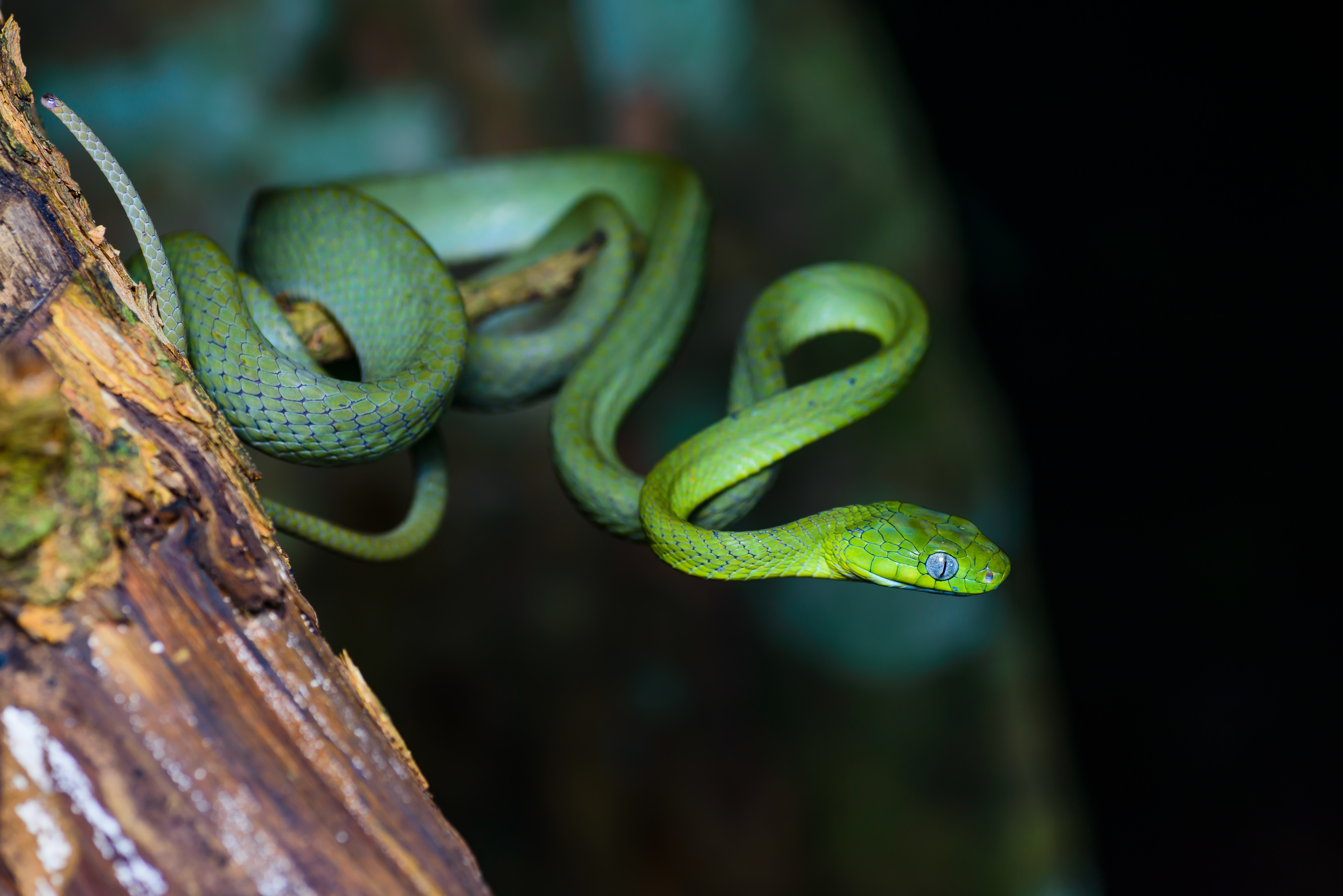
Adulte, parc national de Kaeng Krachan, Thaïlande
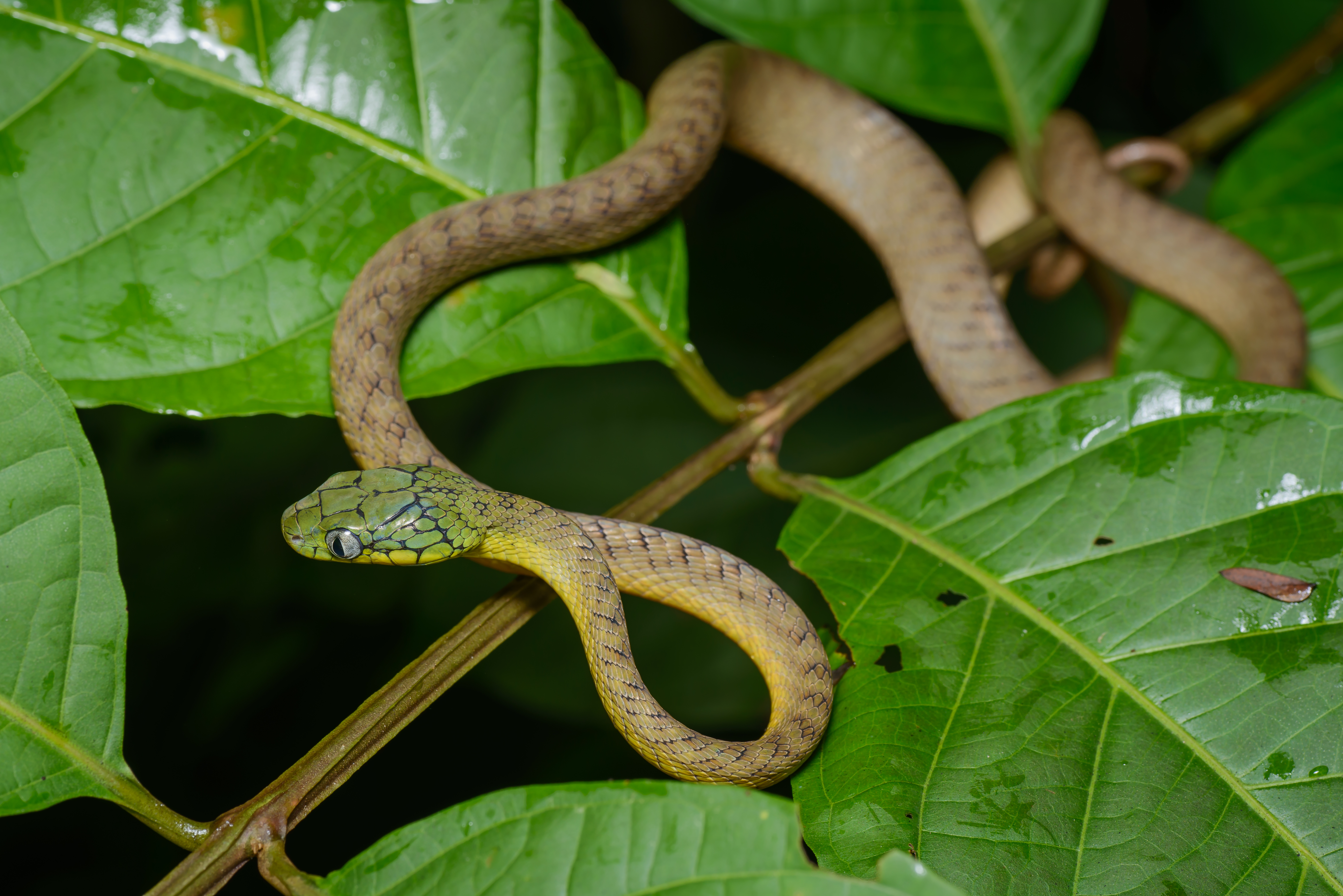
Juvénile, parc national de Kaeng Krachan, Thaïlande
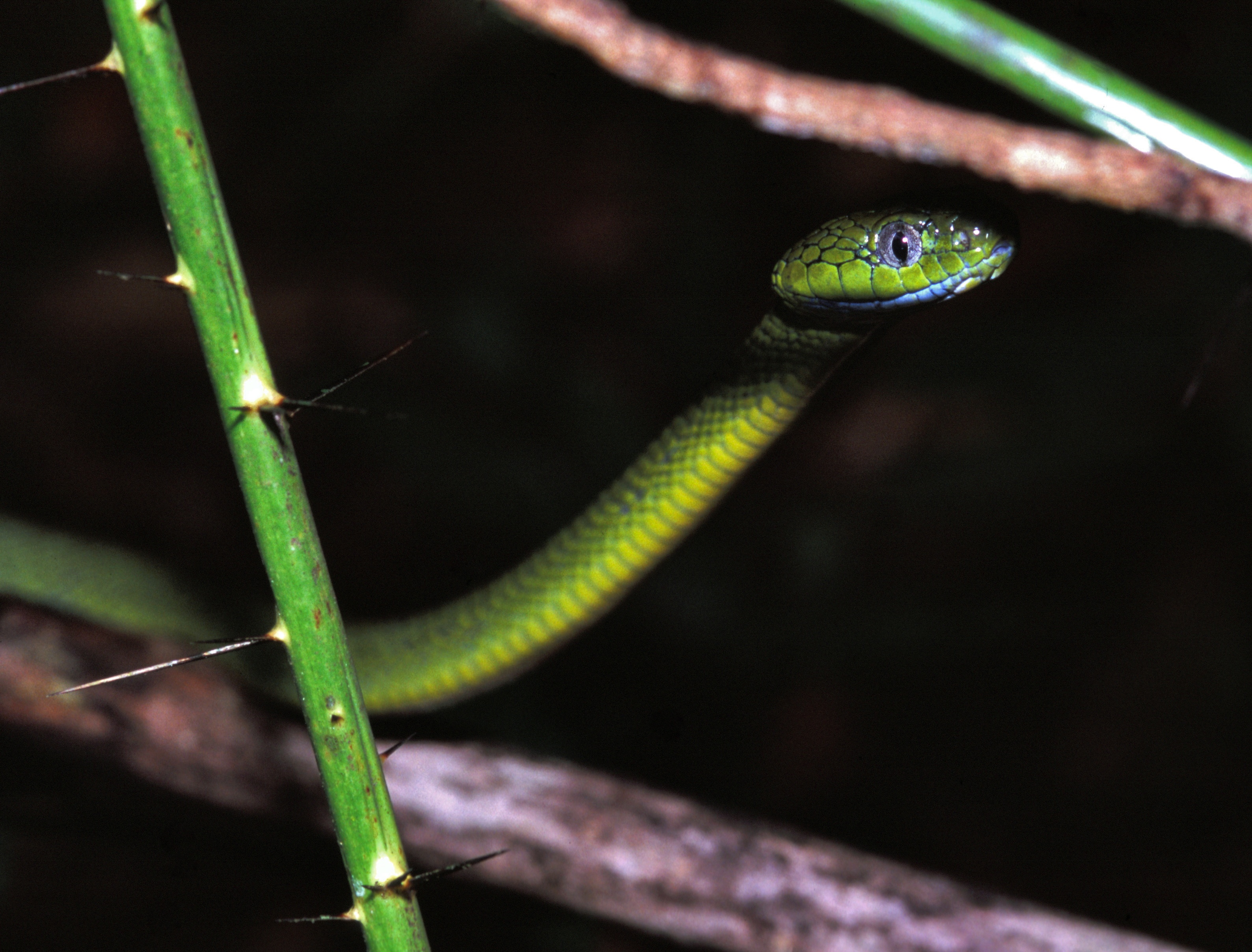
Adulte, parc national de Khao Yai, Thaïlande
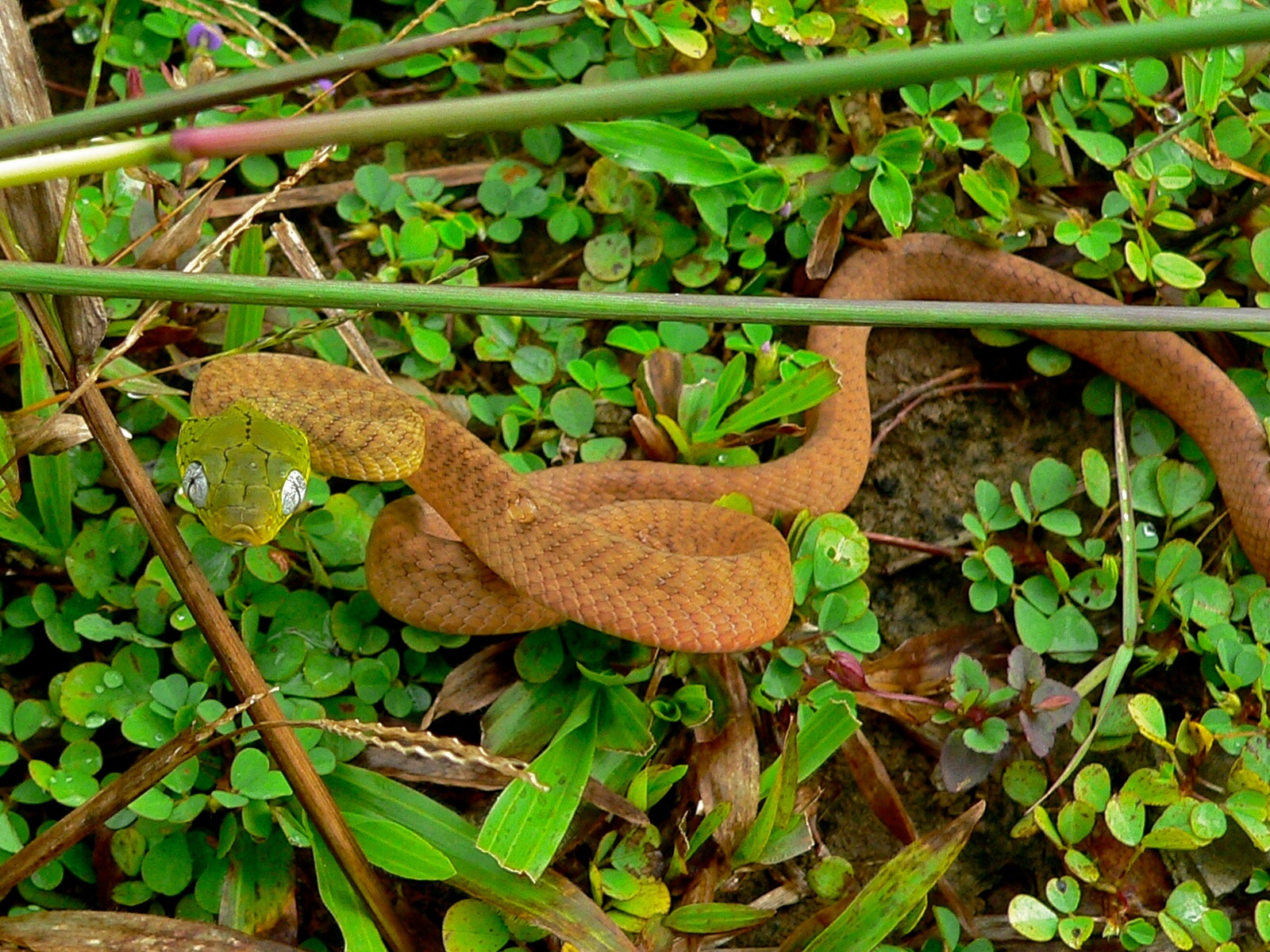
Juvénile, parc national de Khao Yai, Thaïlande
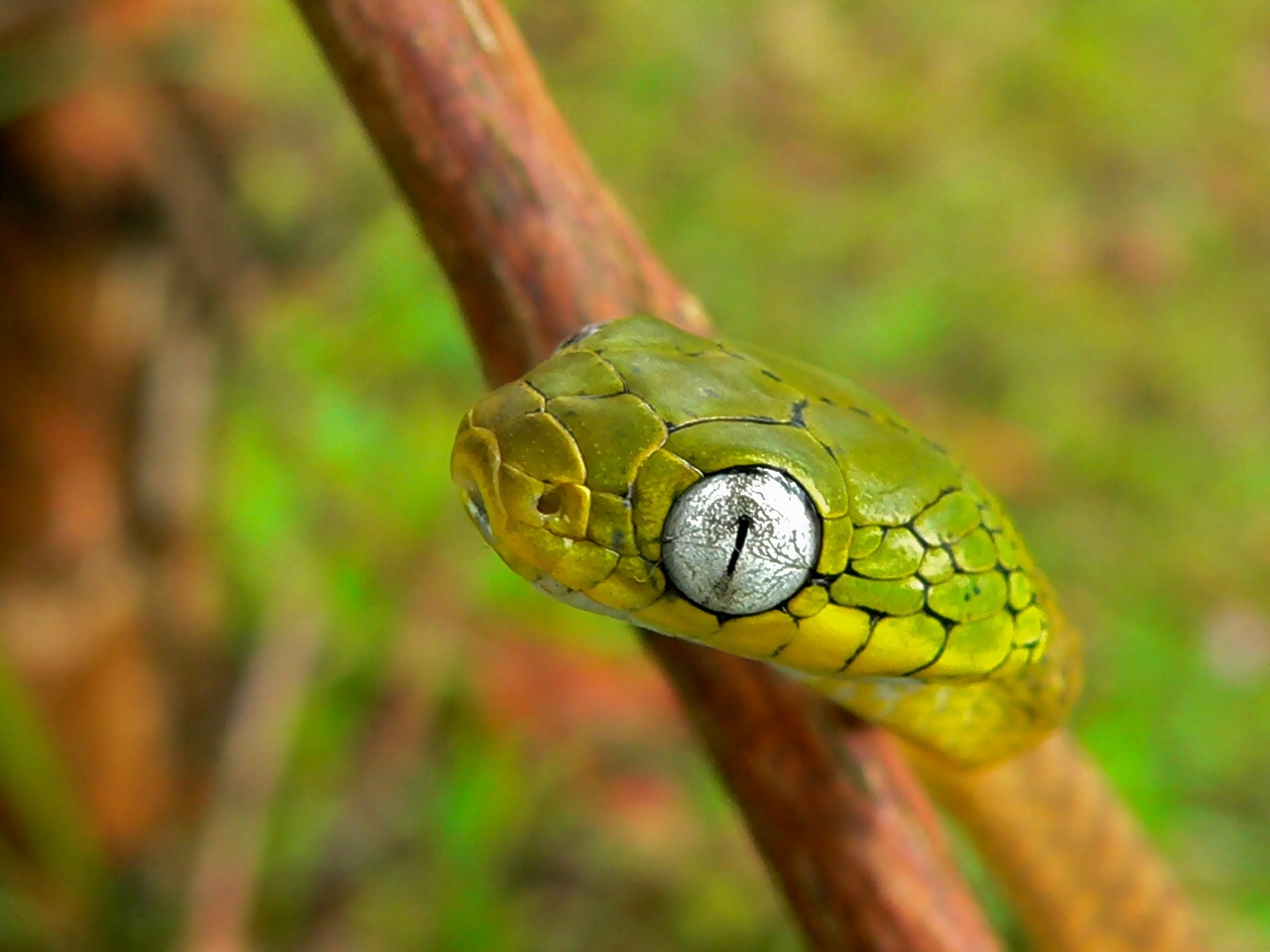
Juvénile, parc national de Khao Yai, Thaïlande

## Étymologie
Son nom d'espèce, du latin cyanea, « bleu », lui a été donné en référence à la coloration de son corps.

## Publication originale
- Duméril, Bibron & Duméril, 1854 : Erpétologie générale ou histoire naturelle complète des reptiles. Tome septième. Deuxième partie, p. 781-1536 (texte intégral).